# PAGA
Pour les articles homonymes, voir Paga (homonymie).
PAGA  est un sigle de quatre lettres qui signifie plan d'attribution gratuite d'actions dans le domaine de l'épargne salariale.
En France, les dispositifs d'attribution gratuite d'actions sont régis par le code du commerce par les articles L. 225-197-1 à L. 225-197-6.
Ces dispositifs permettent aux entreprises de rémunérer, motiver et fidéliser leurs salariés.

## Sources et autres références
1. ↑  « RSA - Actionnariat salarié - Dispositif d'attribution d'actions gratuites », sur BOFIP (consulté le 29 mai 2015).
2. ↑  « Attribution gratuite d'actions, tout ce qu'il faut savoir », sur Société Générale (consulté le 29 mai 2015).